# Kleefse barrière

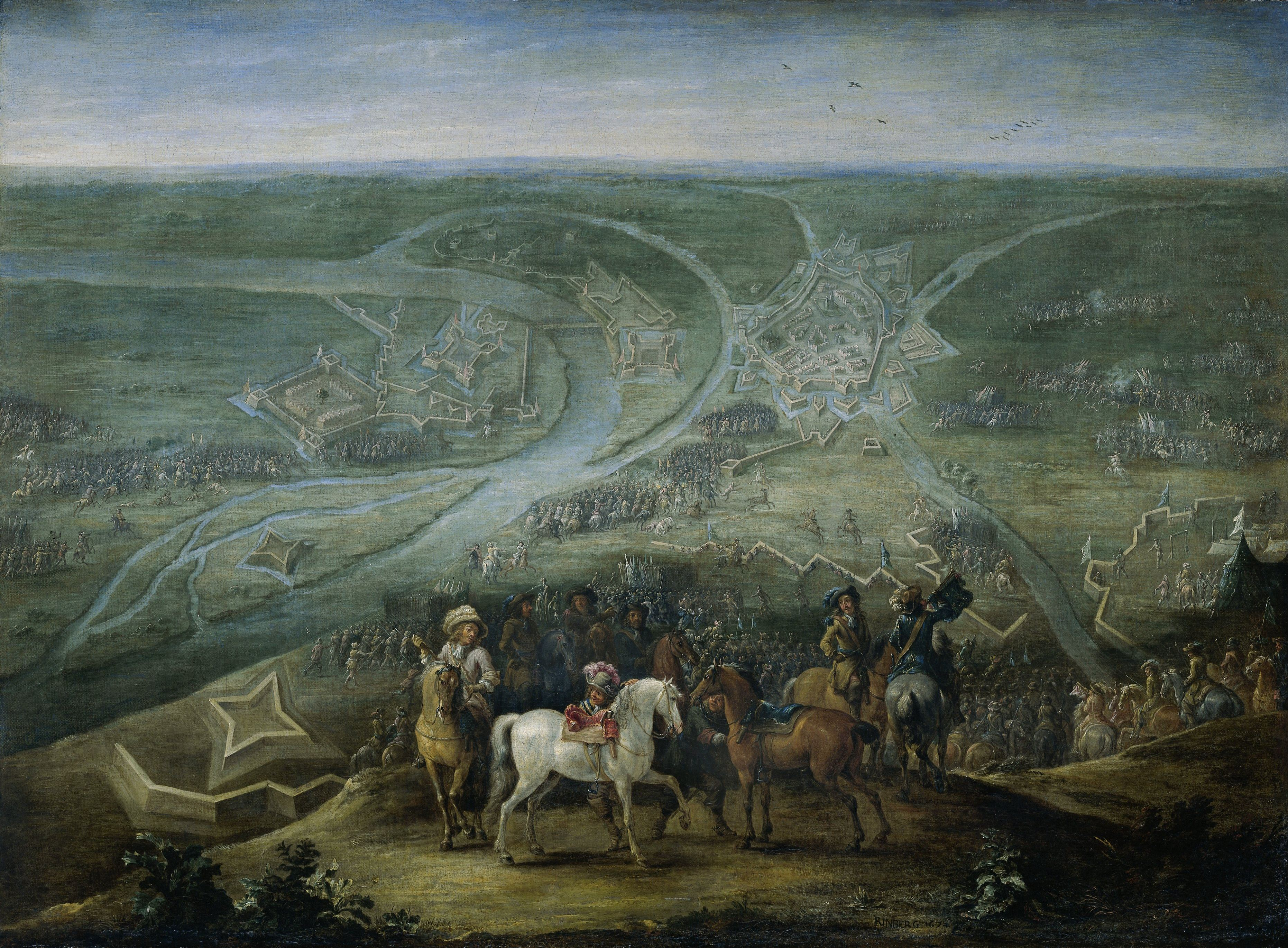
Het beleg van Rijnberg door de Fransen in 1672, geschilderd door Lambert de Hondt de Jongere.

De Kleefse barrière, ook bekend als de Rijnforten, was de benaming voor een zestal vestingen in het Hertogdom Kleef die niet in het bezit van de Republiek der Zeven Verenigde Nederlanden waren, maar waar zij wel garnizoenen mochten legeren. Het betrof de plaatsen Rees, Orsoy, Wezel, Emmerik, Büderich en Rijnberk.

## Geschiedenis
De Republiek nam deel aan de Gulik-Kleefse Successieoorlog die tussen 1609 en 1614 plaatsvond. Prins Maurits van Oranje veroverde in 1610 de steden Gulik, Rees en Emmerik op de Habsburgers. In 1614 kwam er een einde aan deze oorlog met het Verdrag van Xanten. Bij dit verdrag kreeg de Staten-Generaal van de Nederlanden het recht om garnizoenen te legeren in de steden Rees, Orsoy, Wezel, Emmerik, Büderich (Burik) en Rijnberk. Hiermee werd de basis gelegd voor de Kleefse barrière. De Kleefse steden werden hiermee een belangrijke versterking van de verdediging van de Republiek.
Op 6 april 1672 verklaarde Frankrijk de oorlog aan de Republiek en in mei van dat jaar trok het Franse leger door Duits grondgebied richting de Nederlanden. Op 1 juni startte het leger dat bestond uit 118.000 infanteristen en 12.500 cavaleristen het beleg op de vestingen van Büderich, Wezel, Orsoy en Rijnberk. Tijdens het Franse beleg van Wezel ontstond er in die plaats muiterij door de vrouwen van de soldaten tegen het voortzetten van het beleg. De commandant was mede hierdoor genoodzaakt om op 5 juni te capituleren. Kort daarvoor waren ook de andere Rijnforten ten val gekomen. Slechts het fort van Rees hield het nog een paar dagen langer vol en viel op 9 juni. Met de inname van de Kleefse barrière door de Fransen in 1672 kwam er een einde aan de Nederlandse aanwezigheid in deze plaatsen.

## Galerij

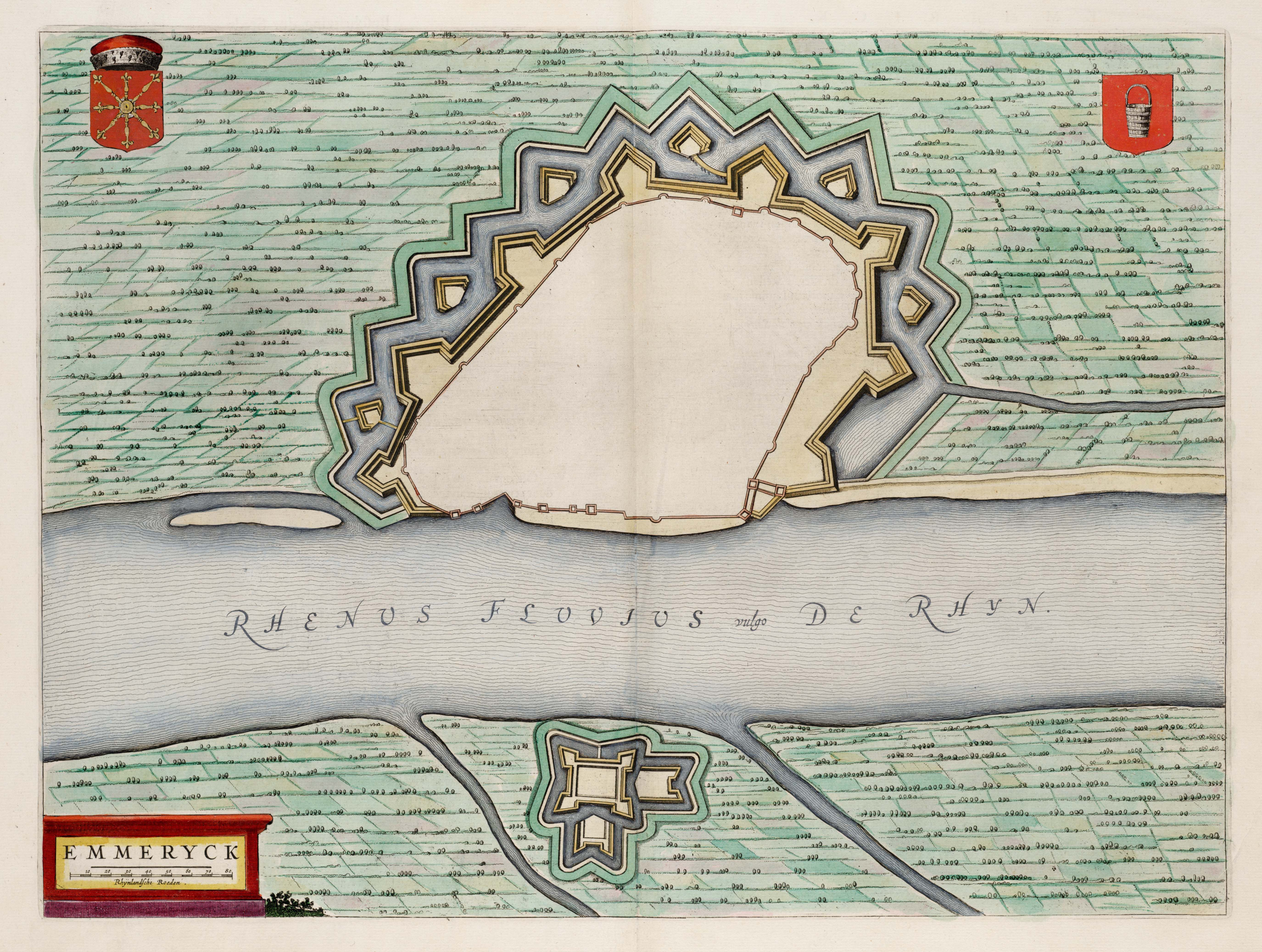
Emmerik in de atlas van Johan Blaeu.
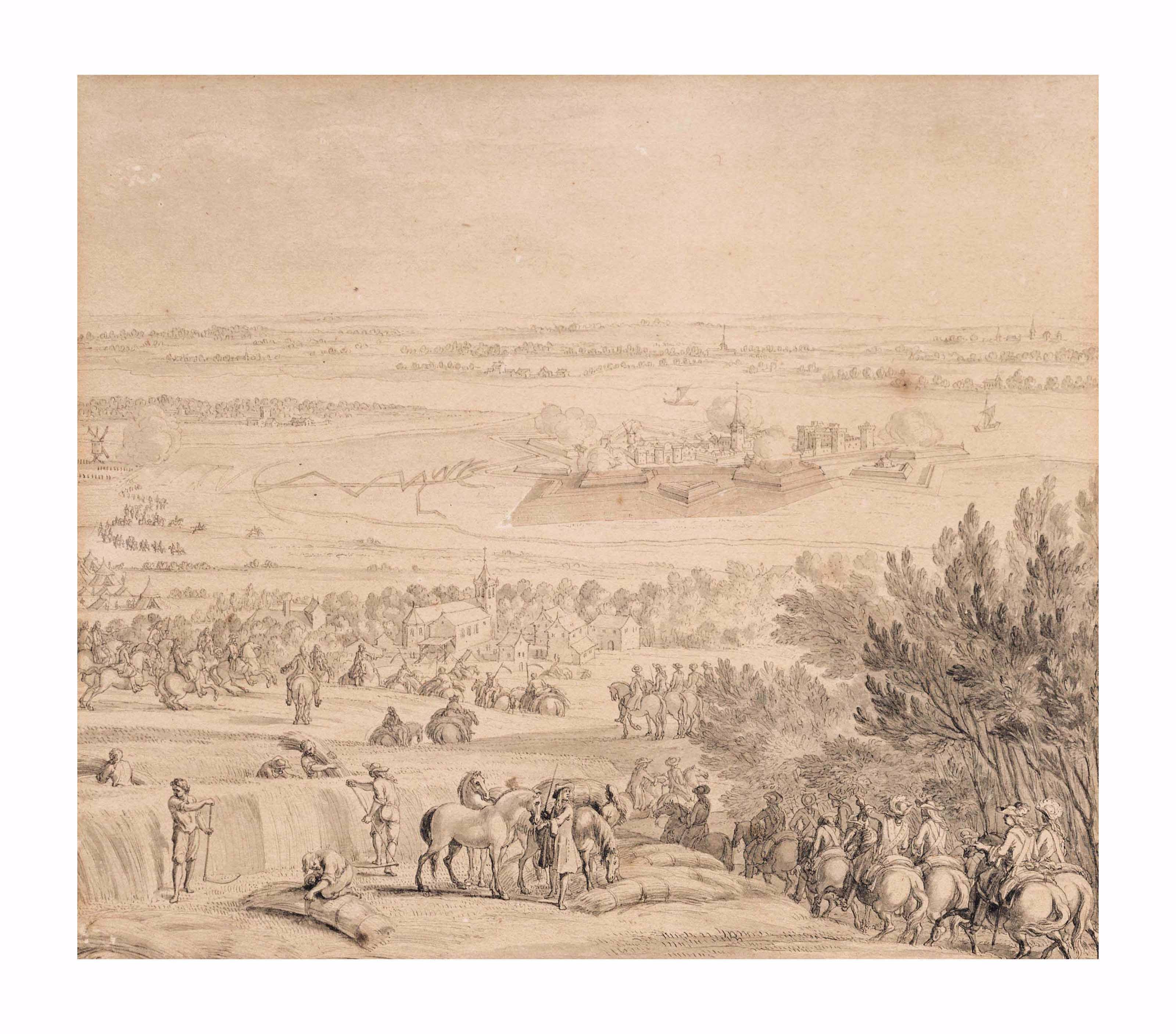
Het Franse beleg van Orsoy in 1672
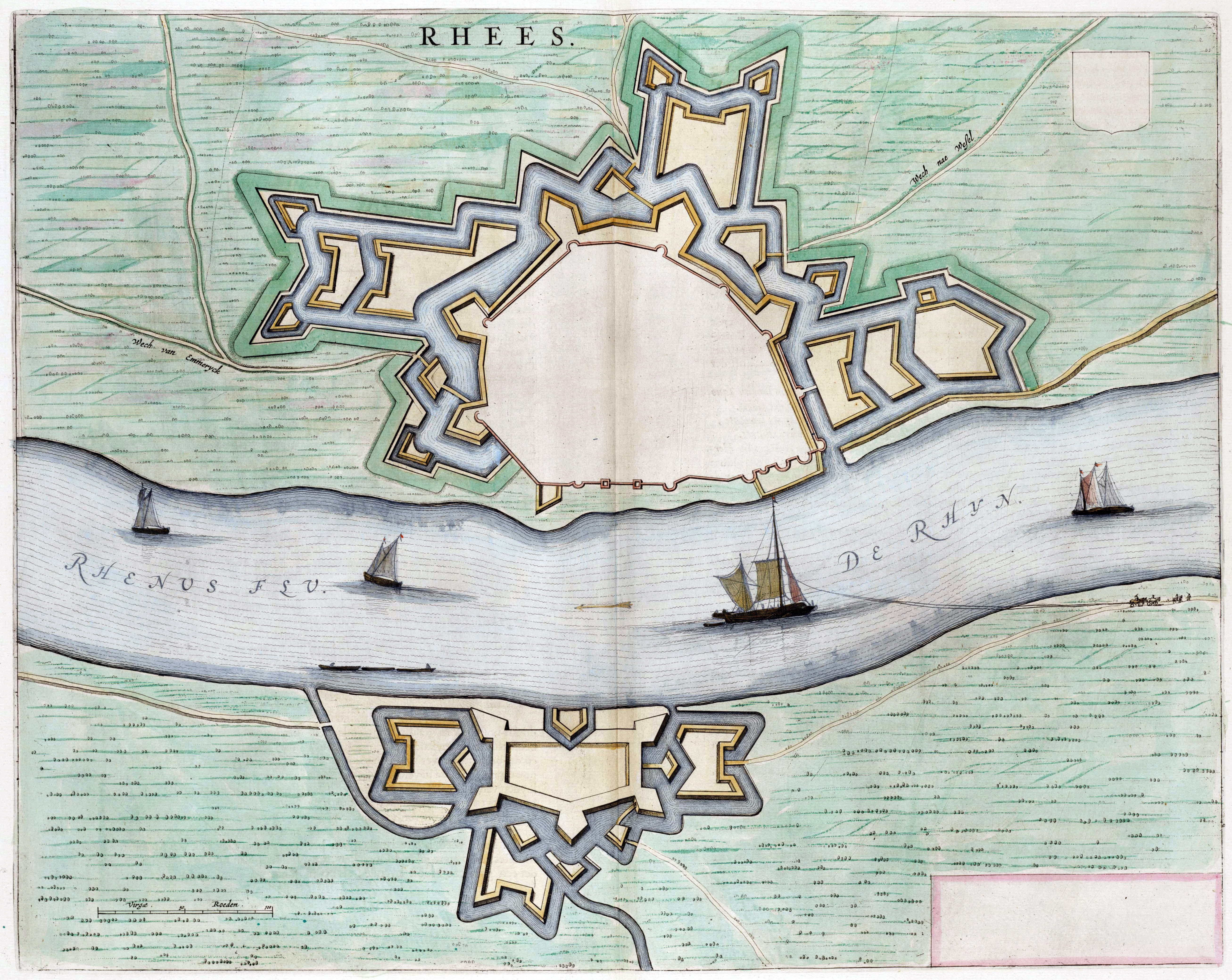
Rees in de Atlas van Loon
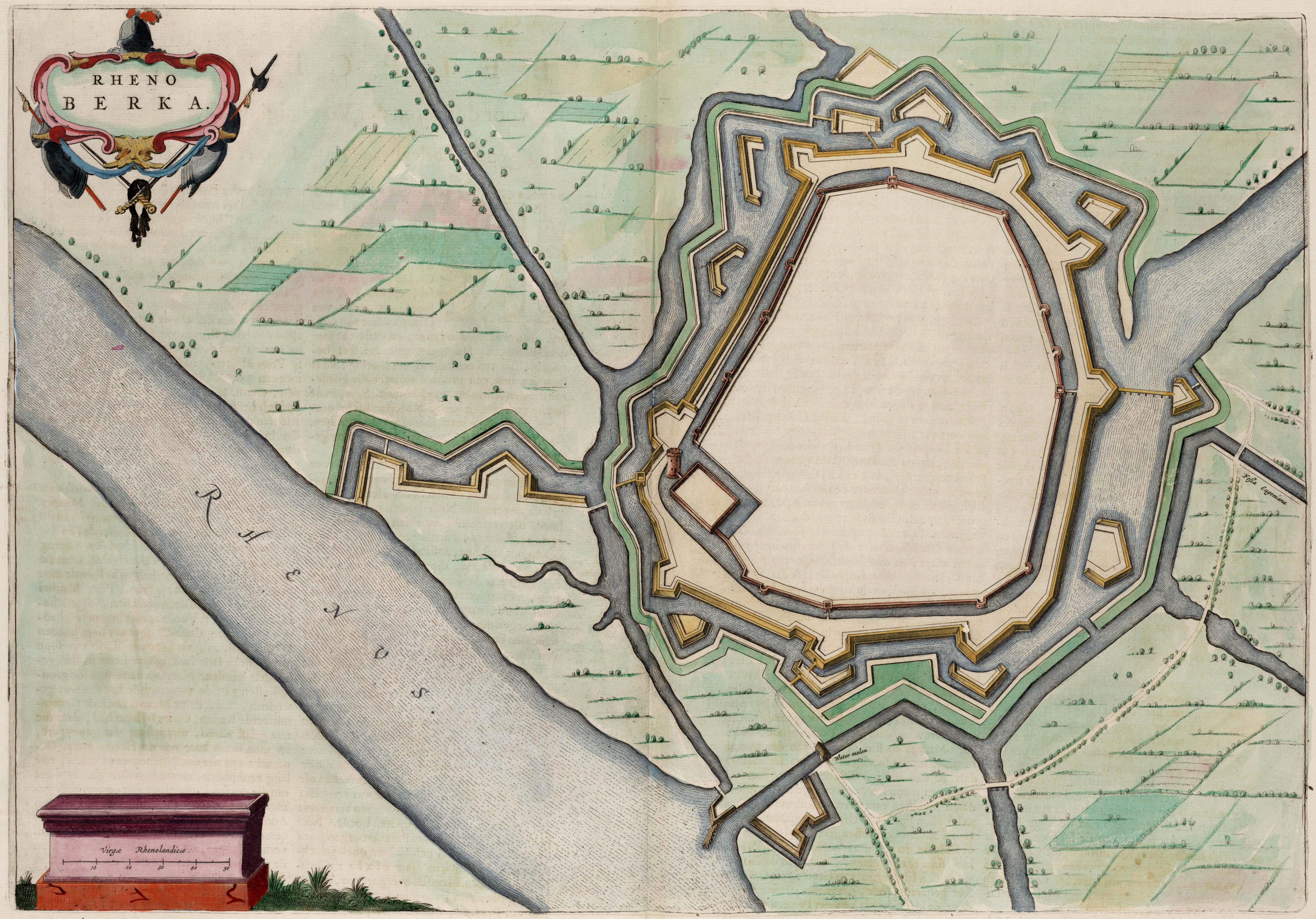
Rijnberk in de Atlas van Loon
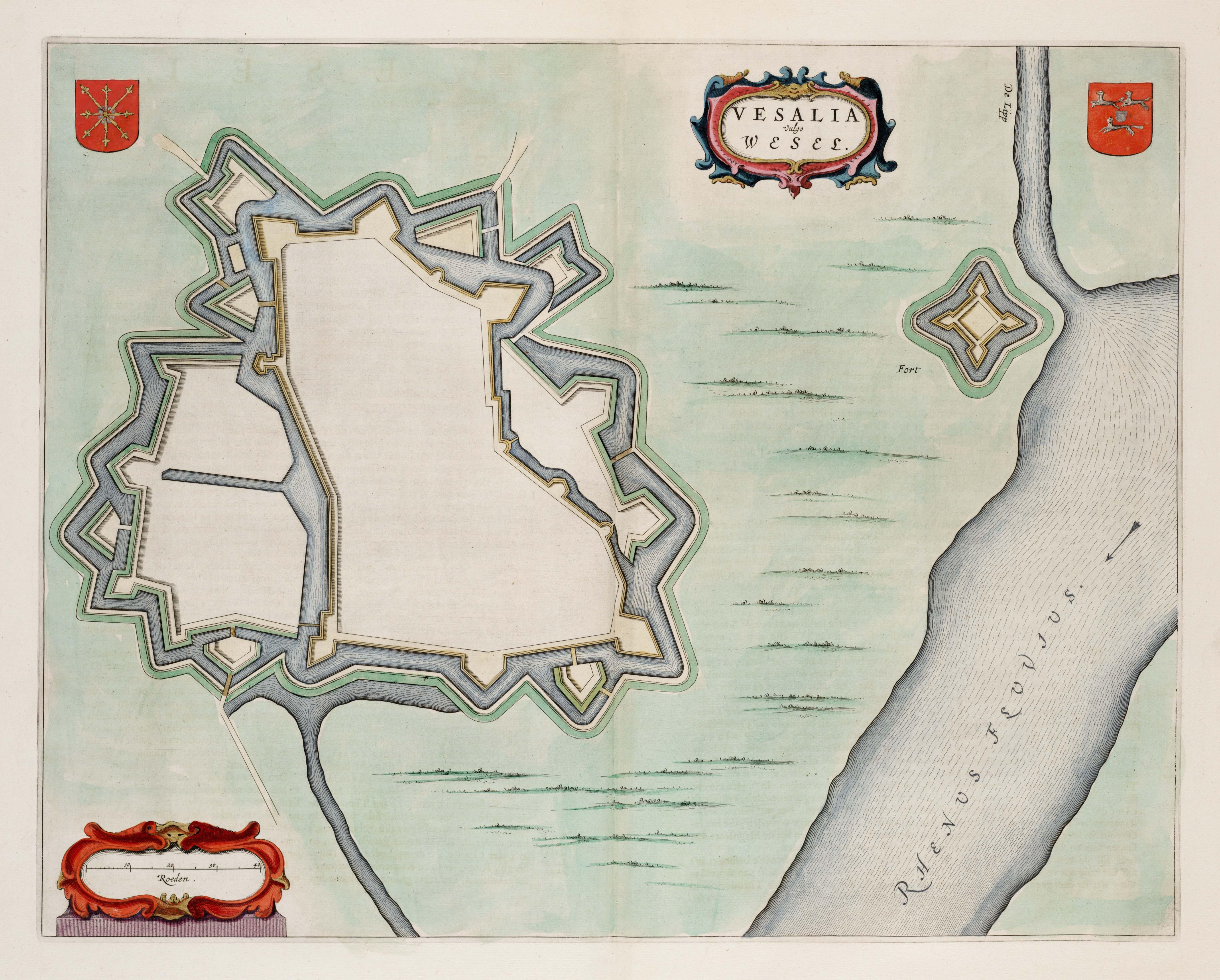
Wezel in de Atlas van Loon